# Памятник Петру Лебедеву
Па́мятник Петру́ Ле́бедеву — памятник физику-экспериментатору, создателю первой в России научной физической школы Петру Лебедеву. Был установлен в 1953 году перед зданием физического факультета Московского государственного университета. Скульптором монумента выступал Алексей Глебов, а архитектором — Лев Руднев.
Памятник выполнен из чугуна и изображает учёного, сидящего в пальто. Его руки лежат на коленях, одна из них держит книгу с заложенным за страницу пальцем. Статуя помещена на гранитный постамент, на котором находится памятная надпись: «Петр Николаевич Лебедев 1866—1912».
Скульптура является частью ансамбля «Комплекс зданий Московского государственного университета имени Ломоносова». В 1987 году его взяли под охрану правительства с присвоением статуса объекта культурного наследия регионального значения.
В 2014—2015 годах Мосгорнаследие провело реставрацию памятника. Его очистили от пыли и грязи, отполировали и покрыли специальным защитным составом, а также заделали трещины. Подрядчиком выступила компания «Агей-7».